# De opvoedering
Heer Bommel en de opvoedering (in boekuitgaven/spraakgebruik verkort tot De opvoedering) is een verhaal uit de Bommelsaga, geschreven en getekend door Marten Toonder. Het verhaal verscheen voor het eerst op 15 april 1975 en liep tot 7 juni van dat jaar. Het thema is voeding als opvoeding.

## Samenvatting
Heer Ollie en Tom Poes maken een voettocht aan de rand van de Zwarte Bergen. Er ligt daar een vriendelijk dal, waar de lente eerder aanbreekt dan elders. Het zou dan ook een uitstekende plaats zijn om een familiehotel te beginnen, ware het niet dat allerhande vreemde levensvormen zich daar schuil houden. De twee vrienden zien dan ook grote voetafdrukken op de grond en horen een akelig trompetgeluid. Ze ontdekken een kleine tronkerik, die heer Bommel oppakt. Waker Wammes Waggel komt tevoorschijn en wil niet dat het tronkje wordt opgetild. In het algemeen willen tronken niet dat er aan hun kinderen wordt gezeten. Wammes heeft reeds een mooie diamant als loon ontvangen. Heer Bommel en Tom Poes, met het tronkje onder de arm, gaan terug naar de herberg waar ze vandaan kwamen. Wammes Waggel stopt als waker nu er niets meer te bewaken is, maar kondigt alvast aan dat de tronken vast wel boos zullen worden.
De herbergier van hun gastverblijf is niet blij met de nieuwe gast en het kost de kasteelheer veel geld om onderdak te kopen. Om de vreemde lucht af te wassen, gaat het tronkje in een teil water. Na opeten van een stuk zeep gaat hij bellen blazen, die een tronkenlucht verspreiden. Ook de havermoutpap verwerkt het tronkje tot havermoutbellen, die wel stabieler zijn dan de zeepbellen. De voedzame maaltijd moet in het geheim op de zolder worden genuttigd. Hierdoor wordt de tronk topzwaar en zakt door de vloer van de zolder naar beneden. Hij wordt pas gestuit door de stenen vloer van de kelder. De herbergier is nu niet meer met geld tot gastvrijheid te bewegen. De twee vrienden krijgen een trekkar mee, waarin ze de loodzware tronk kunnen meenemen.
Terwijl de herbergier zijn uitspanning ontdoet van de tronkballonnen, zitten de twee vrienden verderop in hun maag met de kar en de tronk. Tom Poes stelt voor hem slapend achter te laten, maar heer Bommel vindt het zijn lot hem verder op te voeden. Een passerend dokter Zagtzalver onderzoekt de patiënt. Hij wil onderdrukte gassen opwekken met een pil van het onovertroffen "distillorismagnicaat". Heer Bommel koopt de pil voor 200 florijnen. De pil werkt zo goed dat het tronkje gaat zweven. Heer Bommel kan maar ternauwernood een touwtje aan een voetje binden, zodat hij nu met het tronkje loopt als met een luchtballon. Ze zien ook een menigte tronken bij de verlaten kar passeren, maar ze worden gedrieën achter het rotsblok niet opgemerkt. De herberg is niet aan de tronken ontkomen. Heer Bommel schrijft tegen een overeind gebleven muur een cheque uit, om de schade te laten herstellen.
Bij het hervatten van de wandeling stelt Tom Poes wederom voor het tronkje achter te laten. Heer Bommel lijkt het beter dat zijn vriend naar huis gaat zodat hij eeuwig zal rondtrekken met het opgelaten stakkerdje. Een houthakster constateert misprijzend ondervoeding bij het tronkje. Het krijgt krachtvoer, spek en bonen. Ook heer Bommel en Tom Poes eten mee. Het tronkje wordt veel te sterk van het krachtvoer. Het gooit de kookketel en de kokkin ondersteboven. Als de kasteelheer hem achterna zit, wordt hij beentje gelicht en rolt de helling af. Heer Bommel komt tot stilstand tegen de schildersezel van schilder Terpen Tijn. Laatstgenoemde was juist bezig ‘Lawaai van de Stilte’ aan het doek toe te vertrouwen. Het beginnend kunstwerk was door het voortrollend vleeslichaam vernield. Als heer Bommel de schade wil vergoeden zegt de kunstenaar dat voor geld niet alles te koop is. Terpen Tijn herkent opeens de tronk en maakt zich zorgen dat de tronk net zo wordt als het vleeslichaam van Bommel. Hij stuurt heer Bommel door naar een oude vrouw in het bos, Jokje. Tom Poes is intussen Pee Pastinakel tegengekomen met zijn onafscheidelijke kruiwagen. Hij is bezig met loken, tronkenvoedsel. Tom Poes vraagt en krijgt een hele zak mee als voedsel voor de tronk. Het is gratis want het is voor het goede doel en voor goud is volgens Pee niet alles te koop.
Na enige omzwervingen is heer Bommel erin geslaagd Jokje te vinden. Die is wel bereid een gevarieerde maaltijd voor de tronkerik te maken, maar dat kost heer Bommel een goudstuk. Als de kasteelheer het tronkje de maaltijd van Jokje toedient, wordt het onzichtbaar. Tom Poes hoort intussen lawaai uit het dal van de ontstemde tronken en gehuil van het tronkje. Hij schudt de zak met knoflook leeg en neemt de benen. Heer Bommel vraagt intussen tevergeefs om hulp van Terpen Tijn. Vervolgens struikelt hij over de kruiwagen met loken van Pee Pastinakel. Die stelt hem enigszins gerust. Even verderop ziet hij plots zijn tronkje met een grote tronk knollen knoflook eten. De grote tronk is heer Bommel erg dankbaar voor de opvoedering. Het tronkje heeft veel geleerd, bellen blazen, zwaar zijn, door de lucht zweven en onzichtbaar worden. Als dank krijgt heer Bommel ook een diamant. Tom Poes kan nu uit het konijnenhol kruipen, waarin hij zich had verstopt.
Heer Bommel is erg blij met de diamant voor een heer die zijn best heeft gedaan. Tom Poes zegt dat de knollen, die afkomstig waren van Pee Pastinakel, hem zichtbaar hebben gemaakt. Heer Bommel geeft zijn vriend de diamant. Tom Poes vindt dat de grote tronk de diamant aan heer Bommel heeft gegeven. Zijn vriend heeft de tronk alle dingen geleerd, die een tronk moet kennen. Een reukspoor maken, zwaar worden, zweven, sterk zijn en onzichtbaar worden. Tom Poes heeft hem alleen maar zichtbaar gemaakt door hem tronkenvoedsel te geven. Bovendien heeft de kasteelheer een betere opbergplaats voor de diamant. Heer Bommel gaat voorlopig akkoord maar thuis zullen ze eerlijk delen. De herbergier serveert de slotmaaltijd voorlopig buiten. Slapen binnen kan nog, maar de prijzen zijn wat verhoogd. Geld kan het ongemak wat goedmaken. De maaltijd is slosj met knoflook, echt houdhakkerseten. Tom Poes en heer Bommel genieten van de knoflookmaaltijd. Ze hadden eerder moeten weten van de opvoedering met knoflook bij het opvoeden van de tronk. Heer Bommel neemt zich voor een tronkje in het vervolg rustig te laten zitten. Maar een hap later weet hij zeker dat rust voor een heer met een gevoelig innerlijk niet is weggelegd!

## Voetnoot
1. ↑  https://resolver.kb.nl/resolve?urn=ddd:010460723:mpeg21:a0077 45 strips in de Amigoe di Curacao
2. ↑  Het is de kar waarin de waard zijn wijnvaten vervoert.
3. ↑  De schilder ruikt karbonade.
4. ↑  Het goudstuk komt van de goede vader van heer Bommel. Hij draagt dat altijd bij zich om moeilijkheden op te lossen.